# Nick Savrinn
Nick Savrinn est un personnage du feuilleton télévisé Prison Break joué par Frank Grillo.

## Préambule
Introduit comme personnage récurrent à partir du 4e épisode de la première saison, Alchimie, Nick Savrinn est apparu ensuite dans chaque épisode de cette première saison, excepté l’épisode flashback, Les Blessures de l'âme.

## Biographie de fiction
Ayant obtenu un doctorat en droit à la Columbia Law School, Nick Savrinn a décliné les offres de grands cabinets de New York pour se consacrer à Project Justice, une organisation qui tente de libérer de prison les personnes victimes d’erreurs judiciaires. À son actif, on compte treize libérations, dont cinq étaient des condamnés à mort. Bien que le responsable de Project Justice ait refusé de venir en aide à Veronica Donovan sur le cas Lincoln Burrows, Nick propose son aide bénévolement car il croit en l’innocence de Lincoln.
Il explique à Veronica que son père a lui aussi été emprisonné à tort pendant des années et que cette injustice l'a profondément marqué. Il examine en détail les pièces du dossier et lui et Veronica finissent par découvrir une preuve de l'innocence de Lincoln. La vidéo de surveillance a en fait été trafiquée pour qu’on puisse voir Lincoln tirer avec un revolver sur Terrence Steadman. Ils tentent d’obtenir l’enregistrement original pour démontrer la manipulation des images mais on leur apprend qu’elle a été irrémédiablement endommagée.
Durant leurs recherches, ils constatent qu’Ecofield, société anciennement dirigée par Terrence Steadman, a un lien avec l’affaire Burrows. Devenant de plus en plus gênants aux yeux du Cartel, Nick et Veronica reçoivent, en plein cœur de Washington, une menace téléphonique dans une cabine publique, dans l’épisode, Au cœur de l'enfer 2/2.
S’ensuit l’explosion de l’appartement de Veronica où ils réussissent à en sortir vivants. Traqués, ils s’enfuient et se réfugient dans une cabane ayant appartenu au père de Nick, à New Glarus. L.J. Burrows les rejoint un peu plus tard après avoir réussi à échapper aux tentatives d’assassinat des agents Paul Kellerman et Daniel Hale. Dans l'épisode Un de trop, Nick, Veronica et L.J. parviennent tant bien que mal à semer l’agent Quinn, aux ordres du Cartel. Blessé par un coup de revolver, Nick doit être amené à l'hôpital. Ayant récupéré de ses blessures, Nick, toujours accompagné de Veronica, va de nouveau au tribunal demander au juge le report de la date d’exécution de Lincoln. Ils perdent cet appel mais fortuitement, un homme resté anonyme donne au juge une nouvelle preuve qui décide le juge à annuler provisoirement l’exécution.
Cette nouvelle renforce leur espoir de pouvoir un jour innocenter Lincoln, ils obtiennent l'autorisation d'exhumer le corps de Terrence Steadman dans l'épisode In extremis. Mais cela débouche sur une impasse car les dents retrouvées sur le cadavre sont identifiées comme celles appartenant à Terrence Steadman. Dans Dépression, Nick, Veronica et L.J. reviennent à New Glarus pour retrouver le corps de Quinn et découvrir des indices sur lui. Ils réussissent à trouver son téléphone portable, Nick part donc chercher un chargeur de téléphone dans un magasin. Il y rencontre un homme qui lui rappelle leur marché. Ce n'est que dans l'épisode La Clé qu'on apprend que Nick joue un double jeu. En échange de la libération de son père, il a passé un marché avec John Abruzzi. Il doit surveiller Veronica jusqu'à ce qu'il reçoive l'ordre d'Abruzzi de la lui livrer.
Cet ordre lui est donné dans l'épisode Sans retour. Quand il est invité à amener Veronica sur une piste d'atterrissage (celle aperçue dans l'épisode Les Fugitifs), Nick est partagé entre la vie de Veronica et celle de son père. Finalement dans l'épisode suivant, Le Grand Soir, Nick change d'avis, libère Veronica et l'adjure de partir à Blackfoot, au Montana pour trouver Steadman. 
Les mains vides, Nick va à son appartement pour rencontrer son père, où il est témoin de son assassinat par un homme de main d'Abruzzi. Nick refusant d'avouer au tueur où se trouve Veronica, est froidement abattu. L'image de son cadavre dans le dernier épisode de la première saison, Les Fugitifs, constitue la dernière apparition du personnage dans la série. L.J. apprend officiellement sa mort dans le deuxième épisode de la deuxième saison, Otis.

## Personnalité
Nick Savrinn est l'une des victimes indirectes du Cartel. En effet, si Michael Scofield n'avait pas mis au point un plan d'évasion pour sauver Lincoln Burrows, John Abruzzi n'aurait jamais cherché à contraindre Nick à surveiller Veronica Donovan. 
Nick a également un point commun avec Michael Scofield, lui aussi est prêt à tout pour sauver un membre de sa famille victime d'une erreur judiciaire, même si cela va à l'encontre de son éthique personnelle. Tous les deux ne le font pas de gaieté de cœur : Michael a beaucoup de remords lorsqu'il pense à Sara Tancredi au début de la deuxième saison et Nick choisit de laisser partir Veronica. Lorsqu'il propose son aide à Veronica, il est sans doute sincère. En effet, John Abruzzi apprend l'existence de Veronica Donovan uniquement à partir de l'épisode Cause perdue, Michael lui ayant donné sa photo pour créer le "coup de pression" pour piéger un associé d'Abruzzi. 